# Mariä Geburt (Winzenburg)

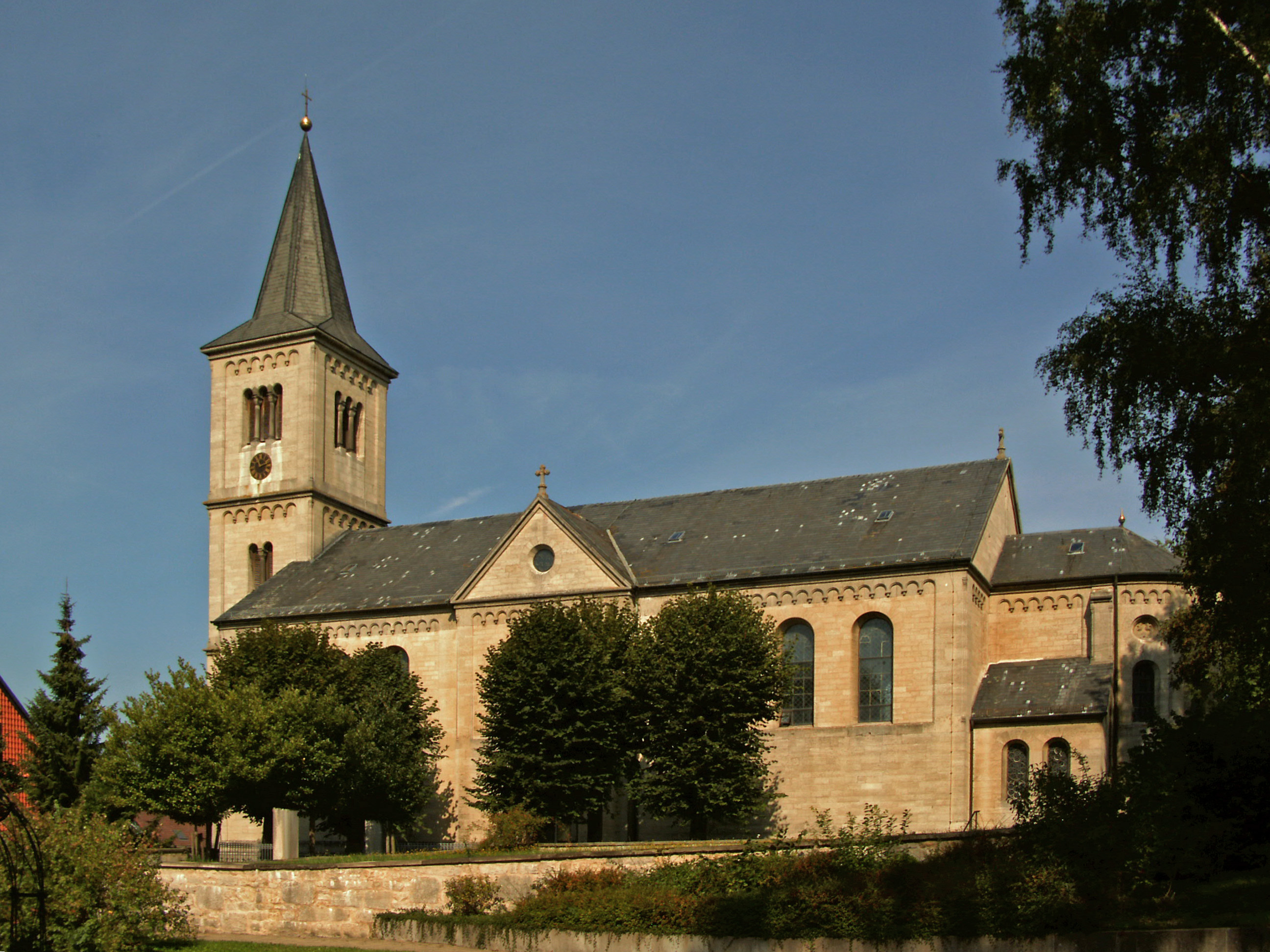
Kirche Mariä Geburt (2011)

Die römisch-katholische, denkmalgeschützte Kirche Mariä Geburt steht in Winzenburg, einem Ortsteil der Gemeinde Freden (Leine) im Landkreis Hildesheim in Niedersachsen. Die vormals selbständige Kirchengemeinde ist seit 2006 Filialkirche der Pfarrgemeinde St. Marien in Alfeld im Stiftsdekanat Alfeld-Detfurth des Bistums Hildesheim.

## Geschichte
Die jetzige Kirche entstand von 1857 bis 1861 nach Plänen des hannoverschen Architekten und Baubeamten Wilhelm Mithoff. Die Grundsteinlegung war am 9. Mai 1856, die Einweihung am 29. September 1861. Die für das kleine Dorf ungewöhnliche Größe des aufwändigen Kirchengebäudes führte zur Bezeichnung „Winzenburger Dom“.
Der Kirchenbau in Winzenburg ist eines der letzten Bauprojekte Mithoffs, bevor er sich 57-jährig vom Bauen zurückzog und als privater „Kunstschriftsteller“ „aus eigenem Antriebe und ohne jede Staats-Unterstützung“ in sieben Bänden die Altertümer des Königreichs Hannover beschrieb, womit er ein bedeutender Vorläufer der staatlichen Kunstdenkmäler-Inventarisation wurde. In seinem 1875 veröffentlichten Band über die Kunstdenkmale des ehemaligen Fürstentums Hildesheim erwähnte Mithoff ausdrücklich den von ihm selbst entworfenen Neubau als „im romanischen Styl erbaute Kirche“.
Der Vorgängerbau der Mithoff-Kirche war eine kleine, aus einer Amtskapelle des Herzogs Julius hervorgegangene Kirche, deren Turm einen Stein mit der Jahreszahl „1501“ enthielt und deren eingezogener Chor 1723 angefügt worden war.

## Baubeschreibung

### Architektur

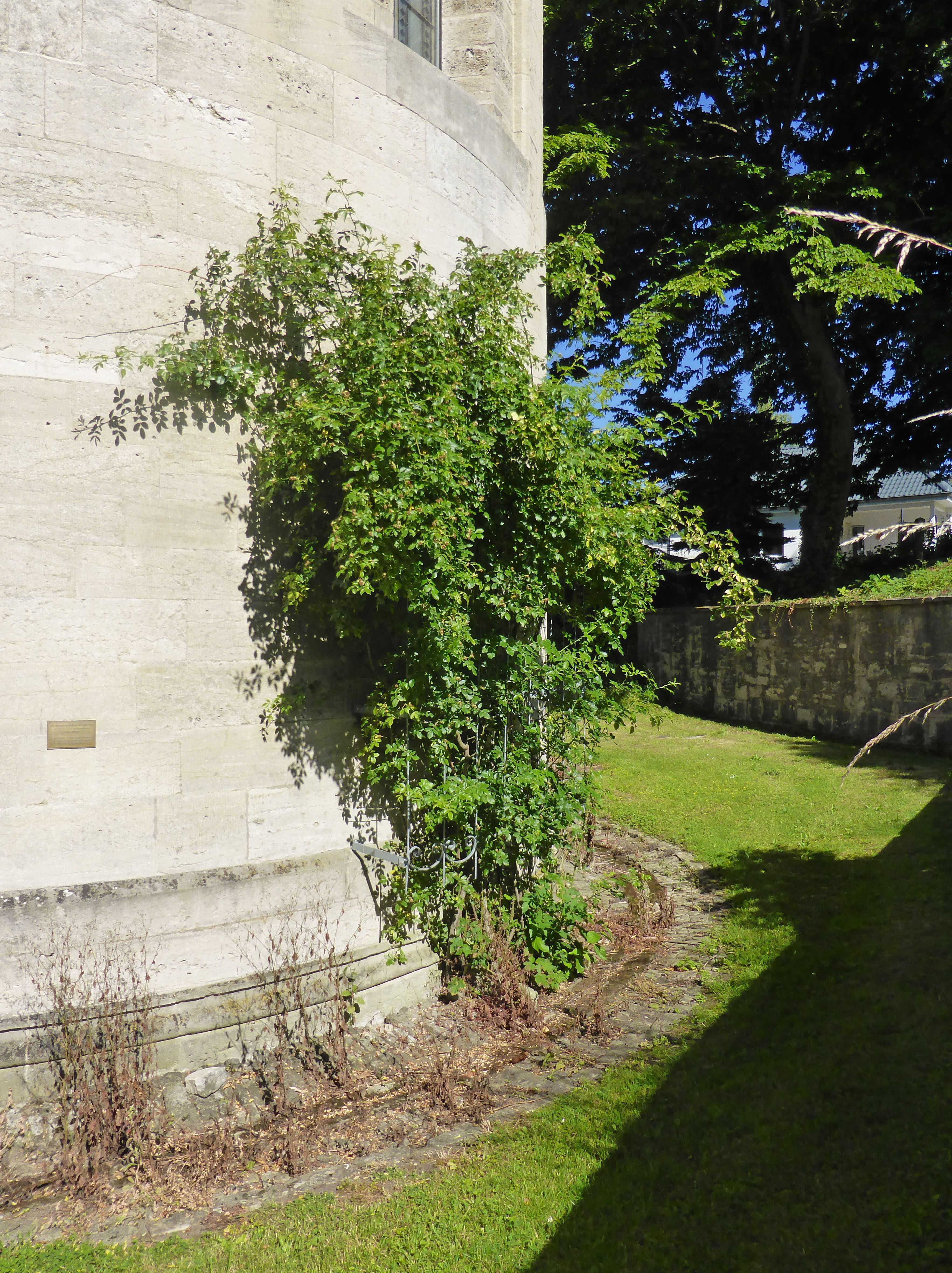
Rosenstock an der Kirchenapsis

Die neuromanische Saalkirche mit eingezogenem Chor und Apsis steht oberhalb der Lamspringer Straße am Hang, zeigt repräsentatives Sandsteinquadermauerwerk und Fassaden, die unter der Dachtraufe mit einem Rundbogenfries abschließen. Mittig der Langhausfassaden deuten vorne und hinten flache, übergiebelte Mittelrisalite ein Querschiff an. Westlich vorgelagert steht der stattliche, viergeschossige und 38 Meter hohe Kirchturm mit einem achtseitigen, spitzen Helm. In ihm hängen drei 1926 und 1952 gegossene Glocken.

### Ausstattung
Das 28 auf 11,50 m messende und 10 m hohe Kircheninnere wird geprägt von einer Holzkassettendecke, die in die Dachkonstruktion hineinragt. Der Hochaltar, die Kanzel mit dem Schalldeckel und die Beichtstühle stammen aus der Erbauungszeit. Die Innenwände waren von Anfang an farblich gefasst; die heutige Ausmalung schuf 1911–1912 der Dekorationsmaler Carl Borgmeyer aus Hildesheim.
Neben dem Chorbogen stehen zwei Seitenaltäre von 1888 und 1908. Der Radleuchter ist von 1890, die Triumph-Kreuzgruppe von 1900. Auf der hölzernen Empore im Westen befindet sich die 1900 erbaute Orgel aus der Orgelbauanstalt Georg Stahlhuth mit 16 Registern, zwei Manualen und Pedal.
Das älteste Ausstattungsstück ist eine 60 cm hohe romanische Sitzmadonna aus dem 13. Jahrhundert, die wohl aus einer der Vorgängerkirchen stammt. Der Volksaltar wurde 1986 anlässlich der 125-Jahr-Feier durch Bischof Josef Homeyer geweiht.

### Sonstiges
Außen an der Apsis wurde 2014 ein Rosenstock gepflanzt, der an den Tausendjährigen Rosenstock des Hildesheimer Doms erinnern soll.

### Veränderungen, Instandsetzungen
1971 wurde im Innern der Fußbodenbelag erneuert.
Die letzte größere Instandsetzung der Kirche fand mit einer Erneuerung der Schiefer-Dacheindeckung im Jahr 2020 statt.